# عرب بازارلی
عرب بازارلی (به لاتین: Arabbazarly) یک منطقه مسکونی در جمهوری آذربایجان است که در شهرستان کردامیر واقع شده است.